# London Toast Theatre
London Toast Theatre er en engelsk teatertrup, som har sin base i København, Danmark. Hvert år spiller London Toast Theatre for 50.000 publikummer med deres årlige Crazy Christmas Cabaret i Glassalen i Tivoli.

## Historie
London Toast Theatre blev grundlagt i 1982 under kunstnerisk ledelse af Vivienne McKee samt administrativ ledelse af Søren Hall, som en platform til at præsentere engelsksproget teater for et skandinavisk publikum. Vivienne McKee var af sin mand og senere producent, Søren Hall, blevet overtalt til at lave en juleforestilling i den engelske panto-stil, som Café Teatret senere sagde ja til at sætte op. Da Café Teatret efterfølgende ringede og spurgte om navnet på McKee og Halls teaterselskab, endte de med at svare ”London Toast Theatre”, da der på bordet foran dem lå en pakke toastbrød, hvorpå der stod ”London Toast”. 
Crazy Christmas Cabaret blev hurtigt en stor succes og det hastigt voksende publikumsantal betød, at forestillingerne hurtigt voksede sig for store til Café Teatret, som kun havde plads til omkring 80 publikummer ad gangen. I 1984 flyttede London Toast Theatre derfor sin Crazy Christmas Cabaret til Jazzhus Slukefter i Tivoli. Her spillede Crazy Christmas Cabaret indtil år 1988. Herefter fulgte kortere perioder i bl.a. Palads og Kridthuset, før forestillingen rykkede til Sceneriet under Det Ny Teater (København) i 1994. I 1998 rykkede Crazy Christmas Cabaret så til dets nuværende hjemsted Glassalen i Tivoli. 
I forbindelse med teatrets 25 års jubilæum i år 2007, skrev antropolog og journalist Pernille Nørregaard en bog om teatrets historie med særligt fokus på de årlige Crazy Christmas Cabarets. ”Crazy Christmas Cabaret – Hurrays og boos i 25 år” er en gennemgang af teatrets første 25 forestillinger med backstage-fortællinger fra medvirkende både på og bag scenen. Ligeledes har Teatermuseet i Hofteatret også haft en udstilling med Kirsten Brinks kostumer til Crazy Christmas Cabaret i 2014-2015. 

## Ledelse/Bag scenen
- Instruktør, dramatiker: Vivienne McKee
- Producer: Søren Hall
- Teatersekretær: Ulla Håkansson
- Kostumier, scenograf: Kirsten Brink
- Komponist: Stuart Goodstein

## Crazy Christmas Cabaret
London Toast Theatre har hvert år siden 1982 præsenteret en ny omgang Crazy Christmas Cabaret i Glassalen i Tivoli. Genren er en blanding mellem britisk pantomimeteater, Monty Python, gammeldags music-hall, Dario Fo, Commedia dell'arte, stand-up comedy og dansk humor.
Showet er skrevet af Vivienne McKee og har igennem årene fået kult-status. Historierne tager som regel udgangspunkt i en allerede kendt fortælling og hvert år har showet et nyt tema. 

## Andre produktioner
Udover de årlige Crazy Christmas Cabarets gør London Toast Theatre sig også i dramatik af mere moderne art af britiske dramatikere såsom Arnold Wesker, Harold Pinter, Steven Berkoff og Alan Ayckbourn. Derudover har London Toast Theatre også lavet flere William Shakespeare produktioner, såsom ”As You Like It” og ” Macbeth”, samt et enkelt stykke af Oscar Wilde ”The Importance of Being Earnest”. London Toast Theatre står også for en række one woman shows med Vivienne McKee, som for eksempel ”Killing The Danes” og ”Viva Vivienne”. 
I marts 2016 har London Toast Theatre premiere på deres næste uafhængige stykke ”Shakespeare's Ghost” på Teatret ved Sorte Hest. "Shakespeare's Ghost" er skrevet og instrueret af Vivienne McKee i forbindelse med 400 året for Shakespeares død. De medvirkende er kendte ansigter fra de årlige Crazy Christmas Cabarets – David Bateson, Linford Brown og Bennet Thorpe. I "Shakespeare's Ghost" undersøger Vivienne McKee hvem manden og myten William Shakespeare egentlig var ved at tage udgangspunkt i de konspirationsteorier som peger på, at William Shakespeare's værker i virkeligheden kan være skrevet af Christopher ”Kit” Marlowe, som var spion for Dronning Elizabeth den første af England. Handlingen udspiller sig i et sent aftenmøde mellem Shakespeare og Marlowe og undersøger hvordan det kunne have gået til, hvis konspirationsteoretikerne har ret og Shakespeare i virkeligheden bare lægger navn til en række værker af Marlowe. Marlowe skal efter sigende have skrevet de stykker, som Shakespeare har lagt navn til i Italien, som han var flygtet til for ikke at blive dømt for ateisme, som var en forbrydelse der kunne straffes med døden i det elisabethanske England.

### Liste over andre produktioner[1]
- 2015 - "Shakespeare's Ghost", Teatret Ved Sorte Hest
- 2014 - "Killing The Danes", Teatret Ved Sorte Hest
- 2014 - "Don't Mention Hemingway", Slukefter, Tivoli
- 2010 - "Viva Vivienne", Glassalen, Tivoli
- 2006 - "Don't Mention Hemingway", Boxen, Folketeatret
- 2004 - "The Importance of Being Earnest", Glassalen, Tivoli
- 2002 - "Game, Set & Match", Teater Styr & Kjær
- 2001 - "Mac n' Beth", Teater Styr & Kjær
- 2000 - "Educating Rita", Teater Styr & Kjær
- 1999 - "Conversations in Hollywood", Teater Styr & Kjær
- 1998 - "Dead Serious", Sceneriet, Det Ny Teater
- 1997 - "Intimate Exchanges 2", Sceneriet, Det Ny Teater
- 1995 - "Intimate Exchanges 1", Sceneriet, Det Ny Teater
- 1994 - "Betrayal", Palads
- 1993 - "Macbeth", Kridthuset
- 1992 - "As You Like It", Kanonhallen
- 1991 - "Table Manners", Palads
- 1989 - "Between East and West"
- 1987 - "Swimming Pools at War", Comediehuset
- 1987 - "Insignificance", Comediehuset
- 1986 - "Game, Set & Match", Comediehuset
- 1986 - "S'Wonderful", Søpavillionen
- 1985 - "Woza Albert", Caféteatret
- 1985 - "Annie Wobler", Comediehuset
- 1984 - "When the Wind Blows", Saltlageret
- 1984 - "Lie Detectors", Betty Nansen Teatrets Balkonscene
- 1983 - "Man Friday", Københavneren, tour.
- 1983 - "Decadence", Comediehuset